# Anja Baldauf

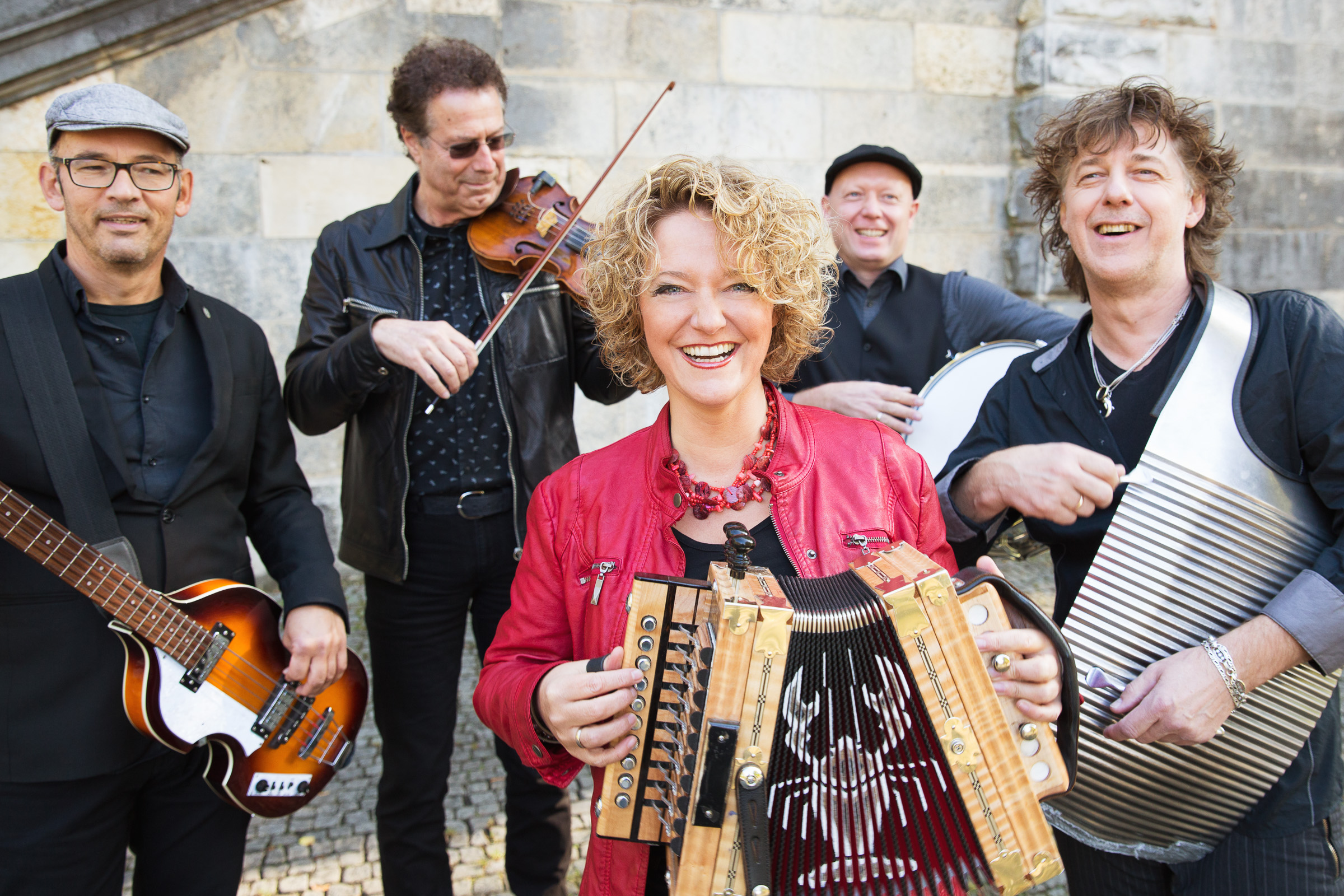
Band „Zydeco Annie & Swamp Cats“ 2019

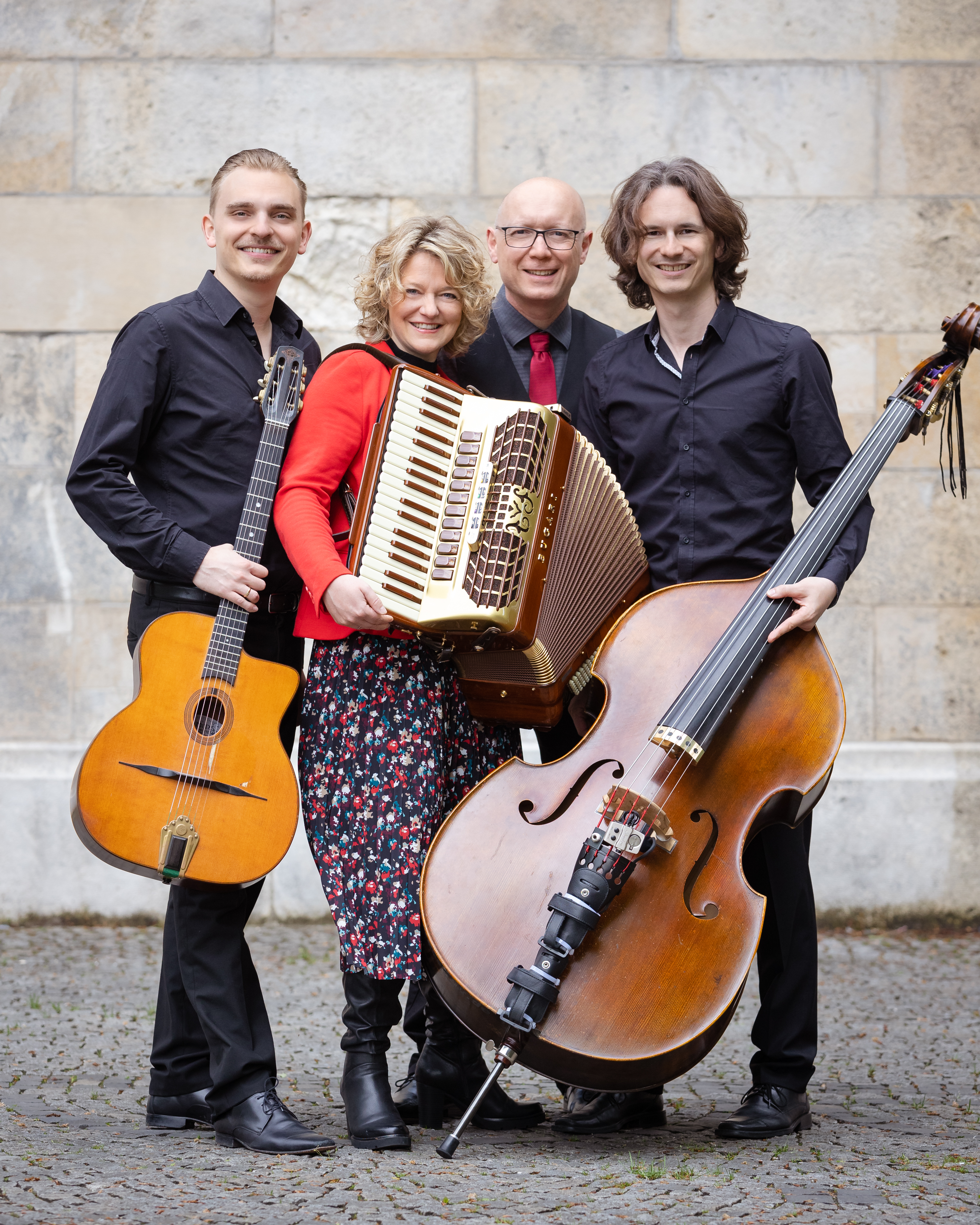
Orchestra Mondo – Raffael Müller, Anja Baldauf, Stefan Baldauf, Dennis Wendel (2022)

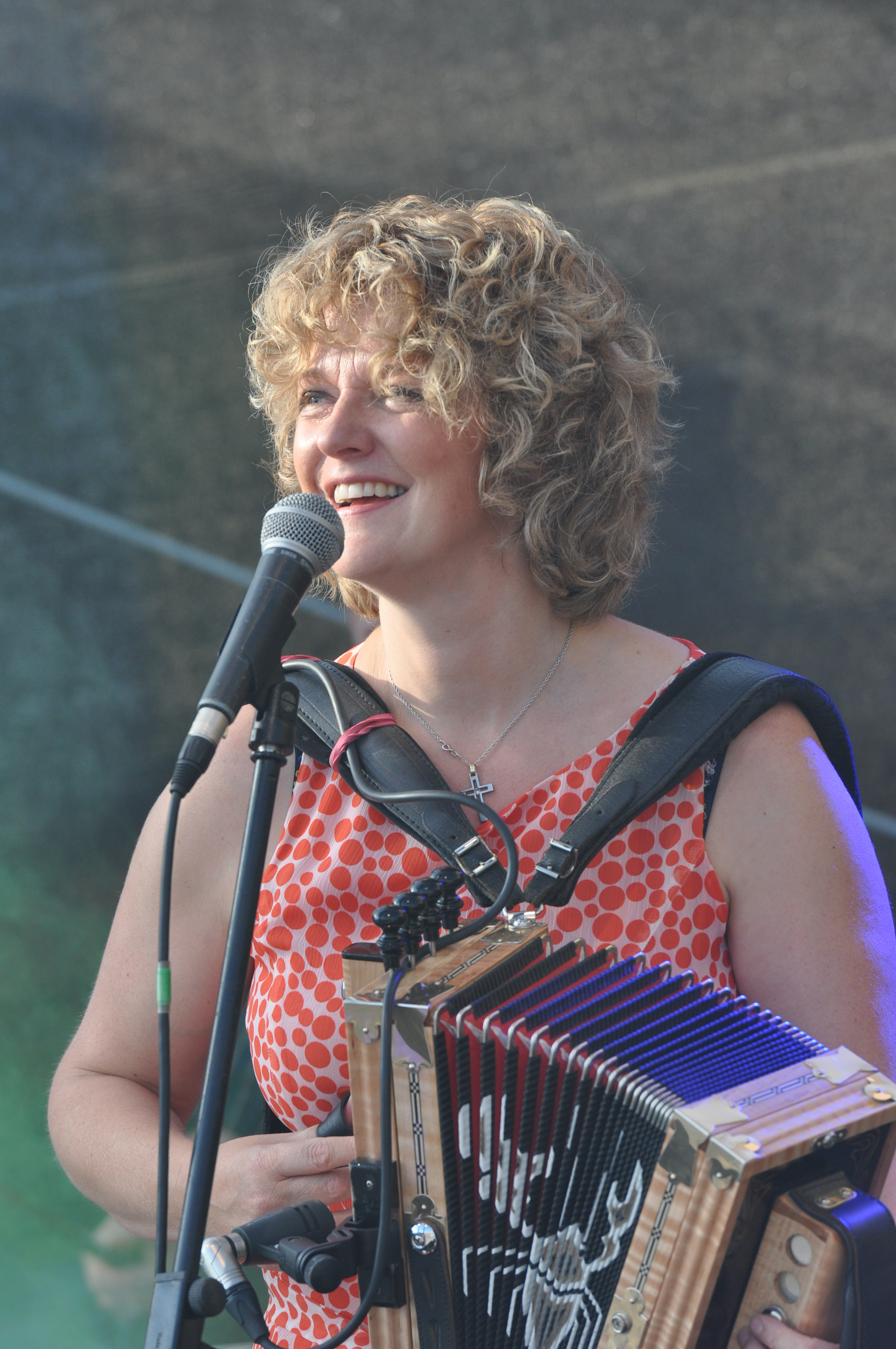
Anja Baldauf mit Zydeco Annie & Swamp Cats 2014 beim Horizonte-Festival

Anja Maria Barbara Baldauf (* 1973) ist eine deutsche Musikerin, Komponistin und Dozentin für Akkordeon und Klavier.

## Biografie
Baldauf begann ihre musikalische Ausbildung im Alter von 4 Jahren, unterstützt und beeinflusst von ihrer Mutter Marianne Baldauf und ihrem Großvater Leo Lepschy. 1986 erhielt sie vom Deutschen Musikrat eine Begabtenförderung und gewann beim Landeswettbewerb „Jugend musiziert“ den ersten Preis. Bis zum Beginn ihres Studiums am Richard-Strauss-Konservatorium 1990 gewann sie weitere Auszeichnungen, u. a. beim Deutschen Musikpreis und beim Bundeswettbewerb „Jugend musiziert“.
Mit ihrer Konzertmeistertätigkeit im Landesjugendorchester Baden-Württemberg begannen 1993 Konzertreisen u. a. nach Brasilien, China, Fidschi Islands, Namibia, Neuseeland, Russland und Südafrika. Das Studium beendete sie 1997 mit der Staatlichen Musikreifeprüfung, 1998 erfolgte die Ernennung zur Bezirksdirigentin des DHV-Bezirks Augsburg-Schwaben, im Jahr 2000 erhielt sie vom Deutschen Musikrat ein Dirigierstipendium bei Lutz Herbig. Mit ihrem Orchester gewann sie die bayerischen Orchestermeisterschaften 1997, 1999 und 2001 sowie 2005 beim Akkordeonfestival in Castelfidardo, Italien.
Ihre eigene Band, die sich der Zydeco- und Cajun-Musik aus dem US-Bundesstaat Louisiana widmet, formierte sich 2005 zuerst unter dem Namen Zydeco Groove, wurde wenig später aber in Zydeco Annie & Swamp Cats umbenannt. 2008 wurde die Band auf dem International Cajun & Zydeco Festival Zydecozity in Raamsdonksveer (NL) zur „Best Zydeco Band Europe“ gekürt.
Während ihres Studiums war Baldauf Teil des Accordion Art Ensembles. Sie gründete mit Lothar Ringmayr (Saxophon, Klarinette) und Thomas Härtel (Gitarre, Kontrabass) das Trio Mondo, aus dem 2003 das Orchestra Mondo hervorging. Seit 2022 tritt die Formation mit Anja Baldauf (Akkordeon), Raffael Müller (Gitarre), Dennis Wendel (Kontrabass) und Stefan Baldauf (Schlagzeug) europaweit auf. Die Musikstile der Formation umfassen Tango, Valse Musette, Gypsy-Jazz, Swing und Schlager der 1930er bis 1950er Jahre.
1994 stieg Anja Baldauf in die Schule für Akkordeon, Klavier und Melodica Marianne Baldauf mit ein. Seit 1997 ist sie Jurorin bei Jugend musiziert und seit 2015 Dozentin für Akkordeon an der Berufsfachschule für Musik in Krumbach.
Seit 2016 fördert sie an der Städtischen Musikschule Günzburg die Kleinsten in der Musikalischen Früherziehung und der Musikalischen Grundausbildung. Auf ihre Anregung werden seit 2019 Kurse in Musiktheorie und D-Prüfungen angebotenen und von ihr geleitet. Im Oktober 2024 wurde ihr die Leitung der Städtischen Musikschule Günzburg übertragen.

## Auszeichnungen
- 1. Preisträger (Landeswettbewerb „Jugend Muszizert“), 1986
- 3. Preisträger (Deutscher Musikpreis), 1988
- 3. Preisträger (Bundeswettbewerb „Jugend Musziert“), 1989
- Preisträger (Deutscher Musikpreis „Klasse Professionell“), 1994
- 1. Preisträger (Bayrische Orchestermeisterschaften), 1997
- 1. Preisträger (Bayrische Orchestermeisterschaften), 1999
- 2. Preisträger (Deutscher Orchesterwettbewerb), 2000
- 1. Preisträger (Bayrische Orchestermeisterschaften), 2001
- 1. Preisträger (Akkordeonfestival Castelfidardo, Italien), 2005
- 1. Preisträger (Bayrische Orchestermeisterschaften), 2006
- 2. Preisträger (Akkordeonfestival Castelfidardo, Italien), 2007

## Diskographie
- AkkordeoMondo (accordion art), 1995
- Akkordeon-Highlights (Akkordeonorchester Kammeltal), 1999
- Geschichten aus dem Wienerwald (Akkordeonorchester), 2002
- AkkordeoMondo 2 (accordion art), 2002
- Zydeco Groove (Zydeco Annie & Swamp Cats), 2007
- Clearly (Zydeco Annie & Swamp Cats), 2009
- La Porte (Zydeco Annie & Swamp Cats), 2010
- Zydeco Gris Gris (Zydeco Annie & Swamp Cats), 2013
- LIVE at the Mainstation (Zydeco Annie & Swamp Cats), 2014
- Premiere (Orchestra Mondo), 2015
- LIVE in Europe (Zydeco Annie & Swamp Cats), 2016
- à la maison (Zydeco Annie & Swamp Cats), 2018
- Zydeco Gaga (Zydeco Annie & Swamp Cats), 2020
- Louisiana Christmas Night (Zydeco Annie & Swamp Cats), 2021
- Tango meets Gypsy (Orchestra Mondo), 2023